# روفوس إنغلز
روفوس إنغلز (بالإنجليزية: Rufus Ingalls)‏ هو ضابط أمريكي، ولد في 23 أغسطس 1818 في دنمارك في الولايات المتحدة، وتوفي في 15 يناير 1893 في نيويورك في الولايات المتحدة.